# Специален списък за издирване (трети Райх)
Специален списък за издирванe (на немски: Sonderfahndungsliste) на Службата на криминалната полиция на Райха (RKPA) (обединена в Главната служба за сигурност на Райха (RSHA) през септември 1939 г.) съставя специални списъци за издирвания и специалната книга за издирване на Полша с имената и датите на хората, които трябва да бъдат арестувани в окупираните територии преди началото на войната и в първите дни на Втората световна война. Списъците съдържат хиляди имена на противници на националсоциализма и следователно са много използван източник на лична история за тази група хора днес.

## Раздели
- Специалната книга за търсене Полша с 61 000 имена
- Специален издирван списък СССР[1]
- Специалният списък за издирване Запад (Белгия, Франция и Люксембург)[2]
- Специалният списък за издирване GB (Великобритания)[3]
- Специалният списък за издирване Югославия[4]

## Специална книга за търсене в Полша
Специалната книга за издирване в Полша е съставена от май 1939 г. от Служба II на Службата за сигурност на Райхсфюрера SS (SD) заедно с членове на германското малцинство в Полша; съдържа около 61 000 имена. След окупацията на Полша хората, посочени в книгата, трябва да бъдат или арестувани, или разстреляни.
Специалната група на полицията за сигурност и SD, създадена от Райнхард Хайдрих, са натоварени с „Операция Таненберг“ за унищожаване на полското разузнаване. Хайдрих разширява обхвата на работната група, за да включва всички лица, които са били враждебни според нацистката идеология.